# Vassili Koptsov
Vasily Alexeyevich Koptsov (em russo:  Василий Алексеевич Копцов, transl. Vasilij Alekseevič Kopcov; 1º de janeiro de 1904 – 2 de março de 1943) foi um major-general soviético do Exército Vermelho e um Herói da União Soviética.
Koptsov se juntou ao Exército Vermelho durante a Guerra Civil Russa e no final da década de 1930 chegou ao comando de um batalhão de tanques. Sua unidade lutou nas Batalhas de Khalkhin Gol, pelas quais ele recebeu o título de Herói da União Soviética por suas ações, nas quais defendeu seu tanque imobilizado por oito horas até que as forças soviéticas pudessem substituí-lo. Em março de 1941, Koptsov tornou-se vice-comandante da 46ª Divisão de Tanques do 21º Corpo Mecanizado, assumindo o comando no dia seguinte à invasão alemã da União Soviética e liderando o primeiro contra-ataque fracassado contra o avanço alemão. Em setembro de 1941, Koptsov foi transferido para a Frente da Carélia, onde se defendeu contra ataques finlandeses, e depois para a Frente Volkhov, onde lutou na Operação Defensiva de Tikhvin e na Ofensiva de Tikhvin, nas quais a brigada de Koptsov se tornou uma unidade de Guardas. Em maio de 1942, Koptsov tornou-se comandante do recém-formado 15º Corpo de Tanques, que liderou durante o verão na malsucedida Ofensiva de Kozelsk. Em janeiro de 1943, ele lutou na Ofensiva Ostrogozhsk–Rossosh, completando o cerco às tropas húngaras.
Koptsov morreu em 2 de março de 1943, durante a Terceira Batalha de Kharkov, quando seu corpo foi cercado e quase destruído pelo contra-ataque alemão, e foi brevemente capturado pelas tropas alemãs antes de morrer devido aos ferimentos no cativeiro.

## Vida pregressa e Guerra Civil Russa
Vasily Alexeyevich Koptsov nasceu em 1º de janeiro de 1904, em Tiflis, Império Russo (hoje Tbilisi, Geórgia), em uma família da classe trabalhadora. Ele se formou no ensino fundamental e trabalhou em uma serraria. Em março de 1918, Koptsov se juntou ao Exército Vermelho e lutou na Guerra Civil Russa, servindo no 450º Regimento de Kuban do Norte da 3ª Brigada Taman do Exército Taman, com o qual lutou na fuga do cerco do Exército Taman, ficcionalizado em The Iron Flood, de Alexander Serafimovich. Koptsov lutou mais tarde na Frente Sul.

## Período entre-guerras
Em outubro de 1922, Koptsov entrou no 46º Curso de Metralhadoras em Stavropol e Vladikavkaz. Mais tarde, ele foi transferido para a Escola Militar Superior Unida "Comitê Executivo Central", em Moscou. Em 1925, Koptsov tornou-se membro do Partido Comunista da União Soviética. Ele se formou na escola em 1926. Em agosto daquele ano, Koptsov assumiu o comando de um pelotão do 49º Regimento de Fuzileiros, parte da 17ª Divisão de Fuzileiros, em Nizhny Novgorod. Entre março de 1927 e setembro de 1928, ele serviu como comandante de pelotão de instrutores para treinamento de pré-indução no Escritório de Alistamento Militar de Bronnitsy. Koptsov então entrou em um curso de treinamento militar e político de um ano em Moscou, do qual se formou em setembro de 1929, após o qual se tornou oficial político da companhia no 3º Regimento de Fuzileiros de Verkhneudinsk da 1ª Divisão de Fuzileiros do Pacífico no Exército Especial do Extremo Oriente da Bandeira Vermelha. Koptsov lutou no conflito sino-soviético de 1929 durante seu serviço na divisão. Em 1931, Koptsov se formou nos Cursos de Atualização de Blindados de Leningrado para Comandantes do Exército Vermelho. Tornou-se comandante de companhia e depois de batalhão no 1º Regimento de Tanques do Distrito Militar da Bielorrússia.
Koptsov tornou-se comandante de batalhão na escola do 11º Corpo Mecanizado para pessoal de comando júnior, parte do Distrito Militar Transbaikal. O futuro Secretário-Geral do Partido Comunista da União Soviética, Leonid Brezhnev, foi um dos alunos do batalhão de treinamento. Em agosto de 1937, ele se tornou comandante do 1º Batalhão de Tanques da 6ª Brigada Mecanizada, que se tornou a 6ª Brigada de Tanques Leves. A brigada de Koptsov lutou nas Batalhas de Khalkhin Gol em 1939. Em 22 de agosto, ele liderou pessoalmente seu batalhão em um ataque noturno e, após derrotar as tropas japonesas, avançou para o vale do rio Khaylestin-Gol, cortando as rotas de fuga japonesas. Ele posicionou duas companhias para uma emboscada e nessa ação matou mais japoneses em retirada. Em 25 de agosto, Koptsov recebeu ordens para destruir um regimento japonês que avançava. Durante esta ação, seu tanque foi seriamente danificado. Koptsov defendeu seu tanque imobilizado atrás das linhas japonesas por oito horas até ser alcançado pelas tropas soviéticas. Em 17 de novembro, ele recebeu o título de Herói da União Soviética e a Ordem de Lenin. Ele também recebeu a Ordem da Bandeira Vermelha da República Popular da Mongólia durante o ano. Em junho de 1940, Koptsov tornou-se comandante de batalhão na 8ª Brigada de Tanques Leves da Bandeira Vermelha e, em novembro, tornou-se comandante da brigada. Em março de 1941, foi nomeado vice-comandante da 46ª Divisão de Tanques do 21º Corpo Mecanizado no Distrito Militar de Moscou.

## Segunda Guerra Mundial
Koptsov assumiu o comando da 46ª Divisão de Tanques no dia seguinte ao início da invasão alemã da União Soviética, em 22 de junho. A divisão e seu corpo foram transferidos para a Frente Noroeste e contra-atacaram sem sucesso em Daugavpils em 25 de junho. A divisão lutou na retirada para a área de Pskov. Durante a Operação Báltica, Koptsov foi ferido, mas permaneceu no comando. Em 31 de agosto, Koptsov foi condecorado com a Ordem da Bandeira Vermelha. Em setembro, a divisão foi convertida na 6ª Brigada de Tanques e transferida para o 7º Exército Separado, lutando em batalhas contra as tropas finlandesas no Istmo da Carélia. Em 11 de setembro, Koptsov foi promovido ao posto de major-general. Entre novembro e dezembro, a brigada lutou nas operações defensivas e ofensivas de Tikhvin. Durante a Operação Ofensiva de Tikhvin, fontes soviéticas relataram que a brigada matou 1.500 soldados alemães e destruiu oito tanques, seis veículos blindados, onze canhões e grandes quantidades de outros equipamentos militares. Koptsov foi ferido novamente na luta e recebeu uma segunda Ordem da Bandeira Vermelha em 27 de dezembro. Em 16 de fevereiro de 1942, a brigada foi convertida na 7ª Brigada de Tanques de Guardas por suas ações.
Em 21 de maio, Koptsov tornou-se comandante do 15º Corpo de Tanques, parte do 3º Exército de Tanques. Com 38 anos, ele era um dos mais jovens comandantes de corpo de tanques da época. Em agosto de 1942, o corpo lutou no contra-ataque contra as tropas alemãs em Kozelsk. Em 1943, Koptsov foi condecorado com a Ordem de Suvorov, 2ª classe. A partir de janeiro de 1943, o corpo lutou na Frente de Voronezh, lutando na Ofensiva Ostrogozhsk–Rossosh. No primeiro dia, 14 de janeiro, o corpo atacou o XXIV Corpo Panzer, invadindo seu posto de comando e matando seu comandante durante um avanço de 20 quilômetros. Operando em conjunto com o 12º Corpo de Tanques, o 15º rompeu as defesas alemãs e, em 17 de janeiro, fechou o cerco, unindo-se às tropas do 40º Exército em Alexeyevka. Isto cortou a retirada do Corpo Alpino Italiano e de milhares de tropas húngaras e alemãs. Após o fim da ofensiva, o corpo continuou seu avanço contra a forte resistência alemã, sofrendo perdas cada vez mais pesadas. Em 16 de fevereiro, recapturou Kharkov. O corpo lutou na Terceira Batalha de Kharkov. Em 23 de fevereiro, um contra-ataque alemão cercou uma grande força soviética ao sul de Kharkov. Como resultado, o 3º Exército de Tanques recebeu ordens de resgatar a força presa, e o próprio 15º Corpo de Tanques foi cercado, defendendo um bolsão ao redor de Kegichevka. Koptsov ordenou que suas tropas restantes fugissem, e ele foi gravemente ferido em 28 de fevereiro.

## Morte
Em 2 de março de 1943, Koptsov e seu ajudante foram capturados por tropas alemãs enquanto dormiam. Poucas horas depois, Koptsov morreu devido aos ferimentos e foi enterrado pelas tropas alemãs ao sul da Fazenda Estadual de Krasnyi.